# Ed Viesturs
Ed Viesturs, född 22 juni 1959 i Fort Wayne i Indiana, är en amerikansk bergsbestigare. När Viesturs i maj 2005 nådde toppen av Annapurna blev han den förste amerikanen att ha bestigit alla världens fjorton 8 000-metersberg. Han har bestigit samtliga utan syrgas. Hans kännetecken är att han är lugn och sansad och alltid tänker ett steg längre, vilket symboliserar en duktig klättrare och är ett måste för att överleva bestigningar över 8 000 m. Viesturs är även känd för IMAX Mount Everest dokumentär som spelades in 1996 där Viesturs var klättringsledare för expeditionen.

## Bestigningar
- 1989 - Kanchenjunga 8 586 m Himalaya, Nepal
- 1990 - Mount Everest 8 848 m Himalaya, Nepal
- 1992 - K2 8 611 m Karakoram, Pakistan
- 1994 - Lhotse 8 516 m Himalaya, Nepal
- 1994 - Cho Oyu 8 201 m Himalaya, Tibet
- 1995 - Makalu 8 463 m Himalaya, Nepal
- 1995 - Gasherbrum II 8 035 m Karakoram, Pakistan
- 1995 - Gasherbrum I (Hidden Peak) 8 068 m Karakoram, Pakistan
- 1997 - Broad Peak 8 047 m Karakoram, Pakistan
- 1999 - Manaslu 8 163 m Himalaya, Nepal
- 1999 - Dhaulagiri 8 167 m Himalaya, Nepal
- 2001 - Shisha Pangma 8 027 m Himalaya, Tibet
- 2003 - Nanga Parbat 8 125 m Himalaya, Pakistan
- 2005 - Annapurna 8 091 m Himalaya, Nepal